# Robert Reboul
Pour les articles homonymes, voir Reboul.
Robert Reboul, né le 24 juillet 1893 à Paris, et mort le 22 janvier 1969 à Bordeaux, est un coureur cycliste français.

## Biographie
Robert Reboul réside au Castel Béranger, no 14 rue Jean-de-La-Fontaine à Paris. Il est mobilisé pendant la Première Guerre mondiale. Professionnel de 1921 à 1927, il a connu ses meilleurs résultats lors de l'année 1921. Il remporte notamment les classiques Paris-Bruxelles et Paris-Reims au cours de cette saison. Engagé sur le Tour de France 1923, il abandonne dès la 3e étape.

## Palmarès
- 1920
  -  Champion de France sur route amateurs
  - Paris-Troyes
- 1921
  - Paris-Bruxelles
  - Paris-Reims
  - Circuit de Champagne
  - Circuit des villes d'eaux d'Auvergne
  - Circuit du Finistère :
    - Classement général
    - 1re et 2e étapes

  - 2e du Tour de la province de Milan
- 1922
  - 2e de Paris-Montceau-les-Mines
  - 2e à Mont-Cauvaire
  - 2e de Paris-Soissons
  - 3e de Paris-Nancy
- 1924
  - 3e de Paris-Angers
- 1925
  - Circuit des Charentes